# Causus resimus
Espèce
Synonymes
- Heterophis resimus Peters, 1862
- Causus jacksonii Günther, 1888

Causus resimus est une espèce de serpents de la famille des Viperidae. 

## Répartition
Cette espèce se rencontre :
- au Nigeria ;
- au Cameroun ;
- au Tchad ;
- en République centrafricaine ;
- dans le Nord et l'Est de la République démocratique du Congo ;
- au Soudan ;
- au Soudan du Sud ;
- en Éthiopie ;
- en Somalie ;
- au Kenya ;
- en Ouganda ;
- au Rwanda ;
- au Burundi ;
- en Tanzanie ;
- au Mozambique ;
- au Malawi ;
- en Zambie.

## Publication originale
- Peters, 1862 : Über die von dem so früh in Afrika verstorbenen Freiherrn von Barnim und Dr. Hartmann auf ihrer Reise durch Aegypten, Nubien und dem Sennâr gesammelten Amphibien. Monatsberichte der Königlich preussischen Akademie der Wissenschaften zu Berlin, vol. 1862, p. 271-279 (texte intégral).